# ヴィーナス、マルスとキューピッド

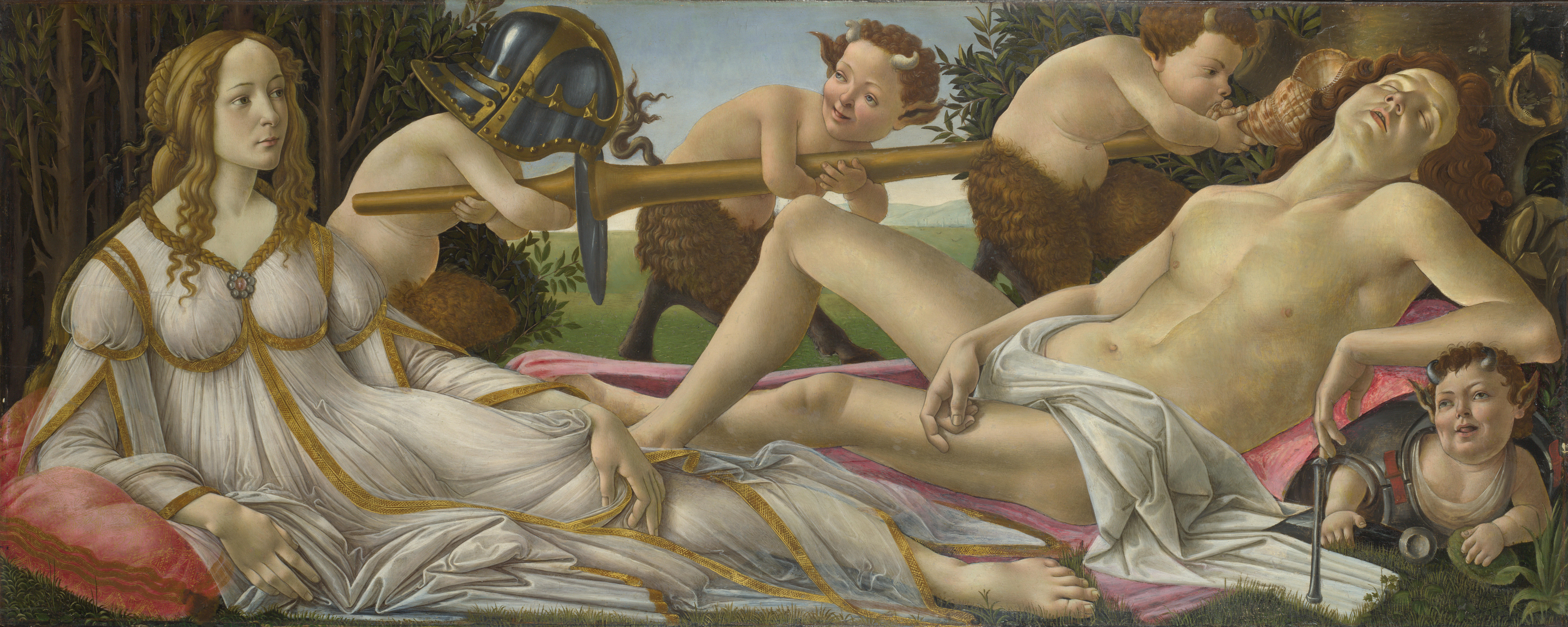
ボッティチェッリ『ヴィーナスとマルス』(1482-1483年ごろ)、ナショナル・ギャラリー (ロンドン)

『ヴィーナス、マルスとキューピッド』（伊: Venere, Marte e Amore）は、ピエロ・ディ・コジモによる1490年頃の板上の油彩画である。現在、ドイツのベルリン絵画館に所蔵されている。おそらく装飾されたカッソーネ (長持ち) の一部として制作された。
作品の新プラトン主義的な主題は、サンドロ・ボッティチェッリの『ヴィーナスとマルス』の主題を繰り返している。軍神マルスは裸のヴィーナスに征服されて、交接した後に眠りこけている。このことにより、ボッティチェッリとピエロ・ディ・コジモの作品は両方とも、「戦争」に打ち勝つ「愛」の寓話となっている。いずれにしても、軍神マルスと美神ヴィーナスという主題は、相対するものの合一、調和を表していると考えられる。本作はまた、金星＝ヴィーナスによる火星＝マルスの力の制御という占星術的な意味合いを持つとも考えられる。
ヴィーナスは息子のキューピッドと遊んでいるが、マルスの前にはヴィーナスを象徴する鳩がいる。背景では、前景にいるプットの集団がギンバイカの茂みの中でマルスの武器と遊んでいるが、ギンバイカはヴィーナスを象徴する植物であり、ヴィーナスはキプロスで生まれた後にその茂みに避難していたのである。

## 部分

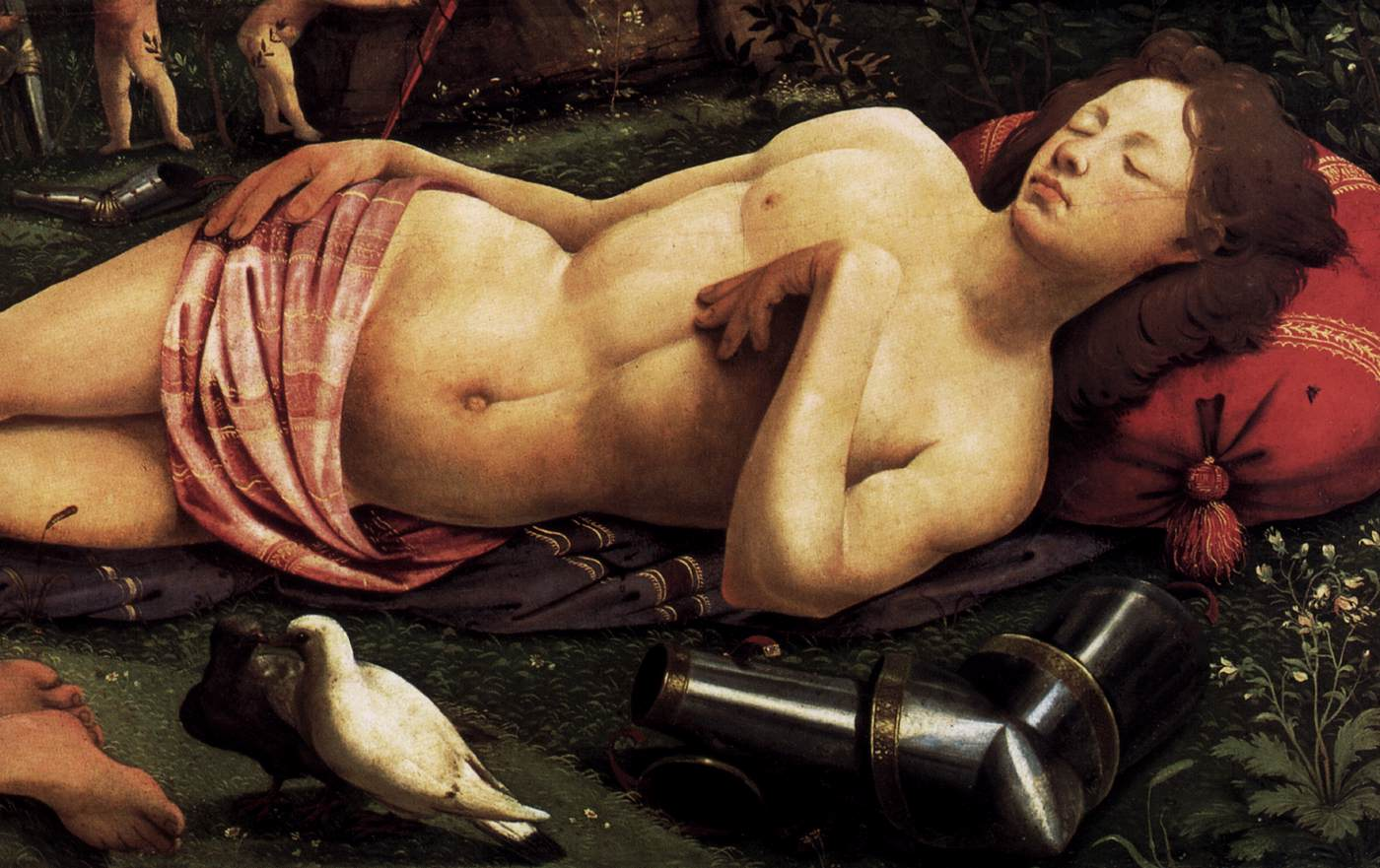
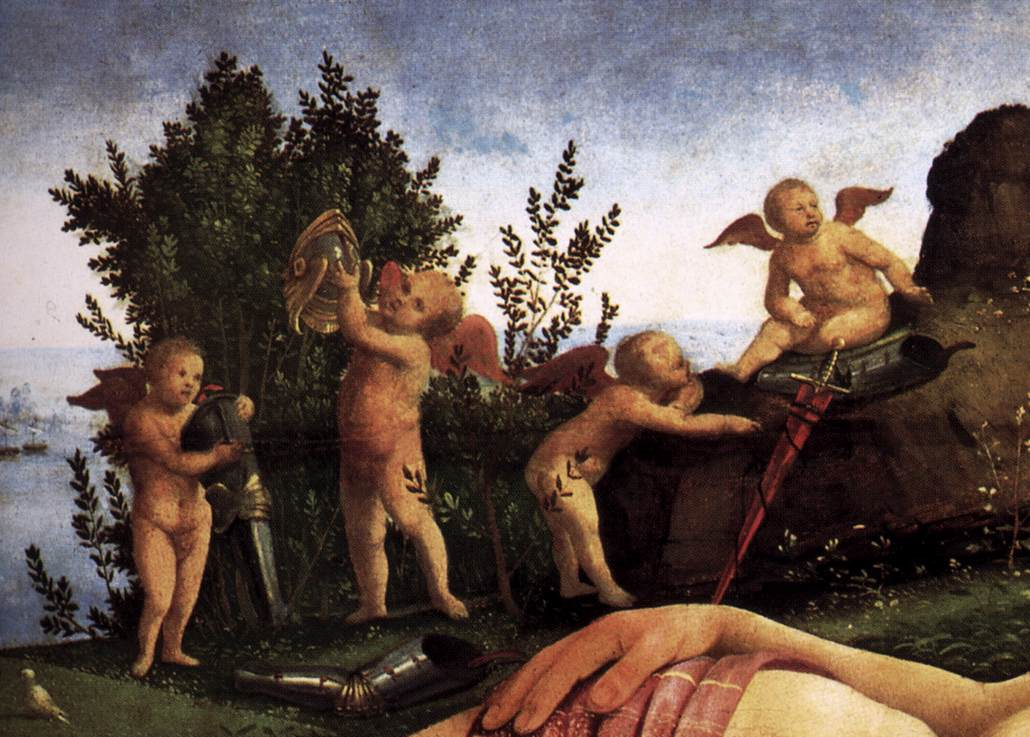
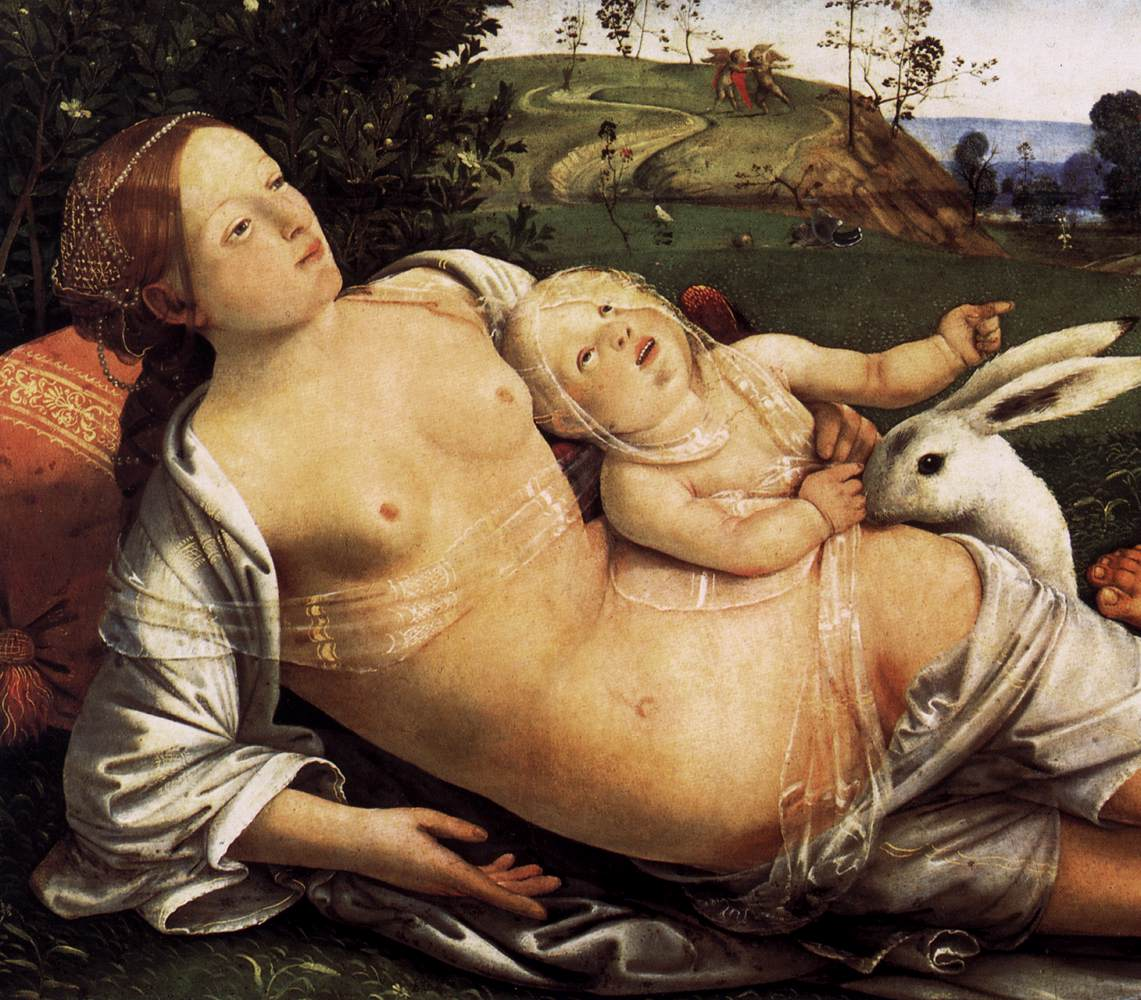
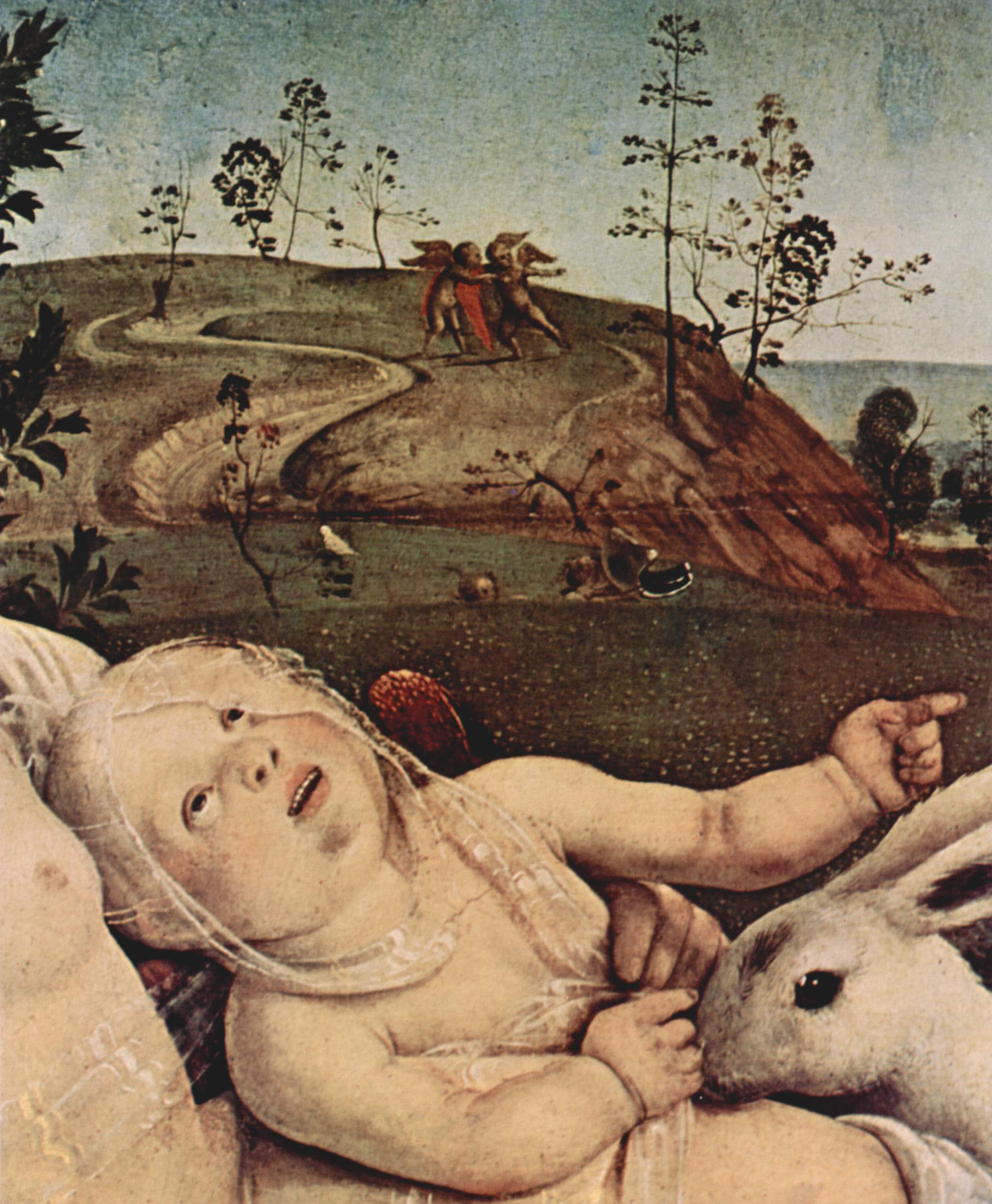
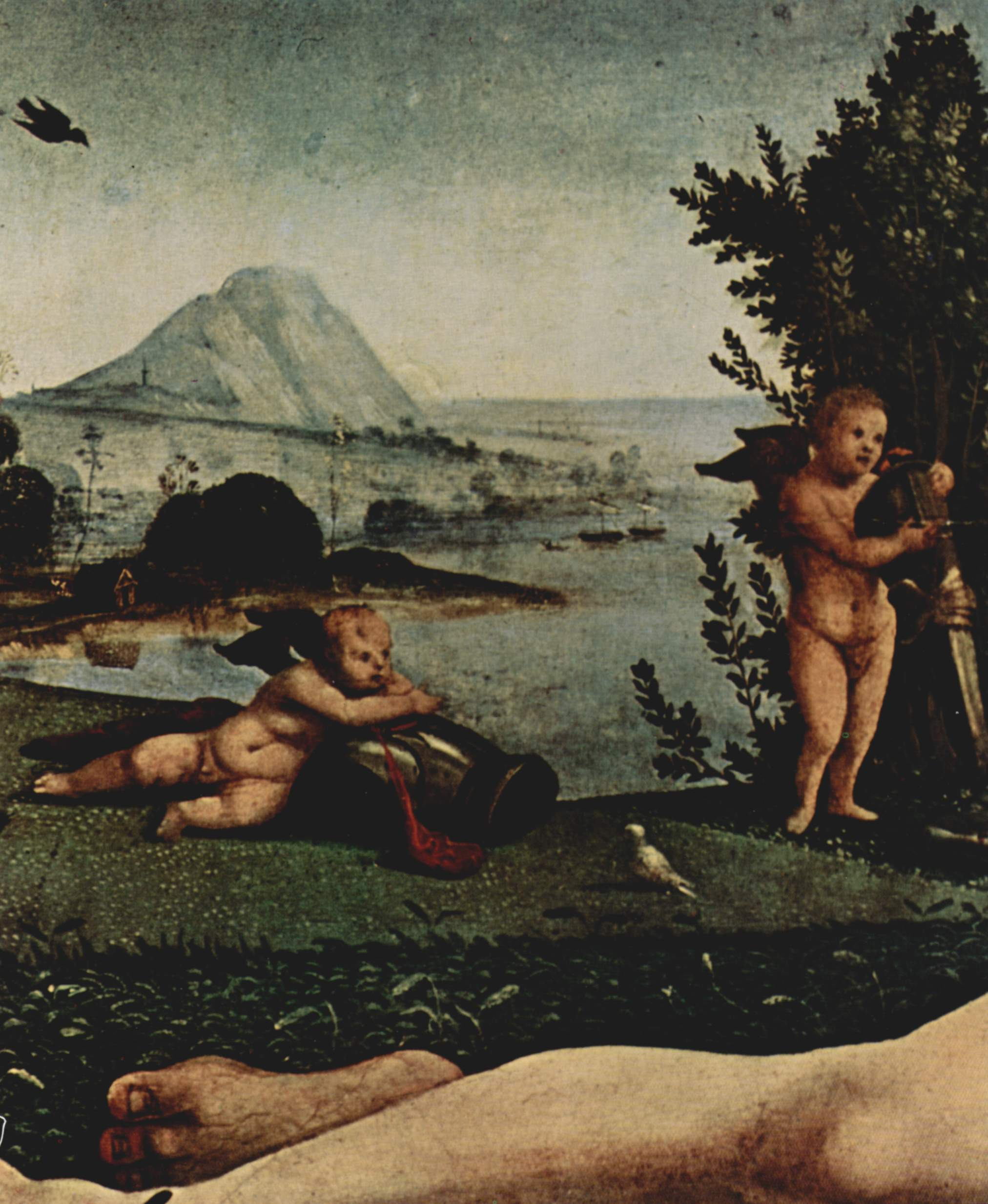